# زنی که با مهربانی کشته شد
زنی که با مهربانی کشته شد (به انگلیسی: A Woman Killed with Kindness) نمایشنامه‌ای تراژیک به قلم توماس هیوود، درام‌نویس اهل انگلستان قرن ۱۷ میلادی است که در سال ۱۶۰۳ میلادی نگاشته شد و در ۱۶۰۷ میلادی منتشر گشت. این اثر مشهورترین کار هیوود است؛ و همچنین آن را شاهکار هیوود شناخته‌اند.
هیوود در این اثر به جای پرداخت به یک حادثه به جوهر شخصیت می‌پردازد.

## ماجرای نمایش
داستان زنی است که در فکر کشتن شوهر خود است اما پس از مدتی از این مسئله صرف‌نظر می‌کند و قصد خود را به شوهرش می‌گوید …